# 环球音乐集团
環球音樂集團公眾有限公司（英語： / 簡稱：環球音樂（Universal Music） / 縮寫：）是一家荷蘭－美國的跨國音樂公司。其公司總部位於荷蘭北荷蘭省的希爾弗瑟姆，運營總部則位於美國加利福尼亞州的聖塔莫尼卡。環球音樂集團是全球最大的音樂公司之一，與索尼音樂集團、華納音樂集團並稱為“三大唱片公司”。
騰訊於2020年3月以30億歐元的價格收購了環球音樂集團10%的股份，並於2021年1月再度收購了10%的股份。潘興廣場控股則在環球音樂集團首次公開募股之前從泛歐交易所收購了10%的股份。該集團隨後於2021年9月21日上市，集團被估值460億歐元。
2019年，《快公司》雜誌授予環球音樂集團最具創新力的音樂公司，並將其列為全球最具創新力的五十家公司之一；他們認為環球音樂集團“在音樂行業的數碼化轉型中，環球正在重新定義現代唱片公司應有的樣子。”目前，環球音樂平台已與全球400多個平台簽署了許可協議。
截至2024年4月，环球音乐集团的目录包括超过300万张唱片和400万首词曲。

## 公司歷史

### 成立和早期發展
環球音樂集團的起源最早可以追溯到迪卡唱片於1934年9月在美國所成立的分公司。1939年，英國的迪卡唱片將美國迪卡分拆出來。MCA公司於1962年於美國迪卡合併。
1990年11月，日本跨國企業松下電器以65.9億美元的價格收購了MCA公司。1995年，西格集團從松下電氣手中收購了MCA公司80%的股份。1996年12月9日，公司更名為“環球製片廠股份有限公司”，而其音樂事業部門則更名為“環球音樂集團”；MCA唱片則繼續作為環球音樂內部旗下的一個音樂廠牌被保留。1998年5月，西格集團收購了寶麗金，並於1999年出與環球音樂集團合併。

### 分拆及併購BMG音樂出版
2004年5月，環球音樂集團從環球製片廠內分拆成為一家獨立公司；而環球影城80%的股份則被當時的法國媒體集團威望迪出售給了通用電氣；通用電氣隨即將環球製片廠與旗下全國廣播公司（NBC）整合成為NBC環球。這是在華納音樂集團從時代華納分拆兩個月後所發生的事情。2006年2月，威望迪從松下電器手中買下了環球音樂集團剩下20%的股份。
2006年9月，威望迪宣佈以16.3億歐元（約24億美元）的價格收購了BMG音樂出版；經歐盟監管部門的批准後，本次收購最終於2007年6月25日完成。

### 擴張與瓜分EMI
2007年6月，環球音樂集團收購了聖域唱片並將其改組成為負責環球音樂集團娛樂營銷與品牌管理的事業部門——“張揚（Bravado）”。該公司負責代理賈斯丁·比伯、女神卡卡及肯伊·威斯特等藝人並與包括巴尼斯紐約、布魯明黛、塞爾福裡奇在內的零售商合作。
2008年，環球音樂集團同意將其音樂目錄提供給Spotify；後者是一種新的串流媒體服務，供美國以外的地區有限使用。
道格·莫里斯於2011年1月1日辭去了環球音樂集團首席執行官一職，而環球音樂國際公司前董事長兼首席執行官盧西安·格蘭奇被提拔為集團首席執行官；隨後格蘭奇又於2011年3月9日接替莫里斯出任集團董事長。道格·莫里斯在離開環球音樂集團後於2011年7月1日成為索尼音樂娛樂集團的新任董事長。隨著格蘭奇升任集團首席執行官，麥克斯·霍爾在2010年7月1日被任命為環球音樂國際的首席運營官。從2011年開始，環球音樂集團旗下的新視鏡格芬A&M唱片開始與《美國偶像》節目裡的參賽者。2011年1月，環球音樂集團宣布將把1920年代至1940年代的約200,000份母帶錄音捐贈給美國國會圖書館進行保存。
2011年，EMI以12億英鎊（約19億美元）向環球音樂集團出售其錄製唱片運營業務，並以22億美元向索尼領導的財團出售其音樂出版業務。其他與環球音樂集團競購錄製唱片業務的公司還有華納音樂集團，有報道稱華納音樂為此出價高達20億美元。獨立音樂出版商與廠牌聯合會反對這次收購。2012年3月，歐盟對此次收購展開調查；監管部門詢問競爭對手及消費者團體，以確定該交易是否會導致價格上漲並將競爭對手拒之門外。
2012年9月21日，歐洲聯盟委員會和聯邦貿易委員會分別在歐洲和美國批准將EMI出售給環球音樂集團。但是，歐洲聯盟委員會在批准這次交易的時候附加了條件，那便是要求環球音樂集團在合併後將其三分之一的業務出售給業內其他有良好記錄的公司。為此，環球音樂集團剝離並出售了靜音唱片、帕洛風唱片、洛克西唱片、MPS唱片、音樂合作社、NOW這就是我說的音樂！、爵士島唱片、希臘環球唱片（Universal Greece）、聖域唱片、蝶蛹唱片、EMI古典、維京經典及EMI歐洲地區音樂廠牌以期符合該條件。但與此同時，環球音樂集團從分別從帕洛風唱片和蝶蛹唱片留下了披頭士樂隊和羅比·威廉姆斯的音樂目錄並將它們轉移到卡爾德斯通製作和小島唱片。

### 持續增長與公開上市
2021年九月公開上市 Vivendi 宣布上市公開估值，並將手上的 60% 股權釋出，只剩下 10%.

## 線上業務
環球音樂集團參與了Vevo的共同開發，這是一個受到Hulu啟發的音樂影片網站；它同樣允許上傳有廣告內容支持的免費影片或其他音樂內容。
2018年5月24日，Vevo宣布將不再繼續向Vevo.com分發影片，而是選擇專注於YouTube。

## 外部連接
- 官方网站（英文）
- 環球音樂集團的X（前Twitter）
- 環球音樂集團的Facebook專頁
- 環球音樂集團的Instagram帳戶